# Высокогорск
Высокого́рск — село (в 1956—2011 годах — посёлок городского типа) в Кавалеровском районе Приморского края.

## Географическое положение
Посёлок расположен в горах Сихотэ-Алинь, в узкой, живописной долине горной реки Высокогорской (Кенцухе) в 35 км к западу от Рудной Пристани.
Расстояние до районного центра Кавалерово — 35 км, до железнодорожной станции Варфоломеевка — 165 км (по трассе Осиновка — Рудная Пристань).

## Население
| 1959 | 1970  | 1979  | 1989 | 2002 | 2008 | 2009 |
| ---- | ----- | ----- | ---- | ---- | ---- | ---- |
| 1405 | ↘1354 | ↘1026 | ↘888 | ↘474 | ↘274 | ↘250 |
| 2010 | 2011  | 2012  | 2013 | 2014 | 2015 |      |
| ↗293 | →293  | ↘282  | ↘280 | ↘269 | ↘251 |      |

## Экономика
В советские годы работал рудник «Высокогорский» и обогатительная фабрика Хрустальненского горно-обогатительного комбината (ХГОК), добывали олово. После «развала» ХГОКа был сформирован производственный кооператив «Высокогорский» (добыча олова). Вскоре заглох и он. Оборудование с рудника было демонтировано. На данный момент рудник затоплен, не законсервирован — имеются незаделанные входы в подземные выработки, представляющие опасность. После закрытия рудника на протяжении нескольких лет ещё использовался административно бытовой корпус рудника. Сейчас от него остались руины. Как и от других зданий рудника и обогатительной фабрики (заложена в 1959).

## Образование и культура
Дом культуры «Восток», библиотека. В лучшие годы существования Высокогорска в нём работали детский сад и школа. Сейчас от школы и сада остались опустевшие, разрушающиеся здания, внутри которых царит полная разруха. Немногочисленных детей (2 школьника) до 2020 года возили автобусом в соседний поселок Горнореченский. Сейчас детей школьного возраста в селе нет.